# Egipat
Arapska Republika Egipat je država u sjeveroistočnoj Africi. Dio egipatskog teritorija, Sinajski poluotok, nalazi se na području Azije. Na zapadu graniči s Libijom, na jugu sa Sudanom, na sjeveru sa Sredozemnim morem, a na istoku s Izraelom i Gazom. Glavni grad Egipta je Kairo.

## Zemljopis

### Smještaj i reljef
Egipat se nalazi u sjevernoj Africi, između Sredozemnog i Crvenog mora, dok se Sinajski poluotok nalazi u jugozapadnoj Aziji.
Glavna je značajka ove zemlje velik kontrast između doline i delte Nila i okolnih pustinjskih prostora. Dolina Nila proteže se od juga prema sjeveru, poput zelene vrpce kroz pustinju i najveća je oaza na svijetu. Dno doline čini nekoliko viših prirodnih terasa i naplavne nizine. Kod Kaira se Nil dijeli na dva rukavca. Ondje počinje plodna delta Nila, kanalima ispresijecana nizina koja na sredozemnoj strani završava pojasom obalnih sprudova i plitkih laguna.
Dolina i delta Nila zauzimaju tek 3,5% državnog teritorija, premda ondje živi gotovo cjelokupno stanovništvo. Zapadno od doline nalaze se široki ravnjaci Libijske pustinje. U tim područjima prevladava šljunčana pustinja (serir), a na zapadu pješčana pustinja (Veliko pješčano more). Na sjeveru je široka uzdužna dolina u smjeru zapad – istok, u njoj se nalazi velika depresija Quattara (-133 m) te uz zapadnu granicu Egipta oaza Siwa. Bliže Nilu nalazi se Fajumska depresija (-45 m), u koju se umjetnim kanalom dovodi voda iz Nila. Istočno od doline Nila nalazi se Arapska pustinja. Ona je, za razliku od Libijske pustinje, uglavnom gorovita, raščlanjena dubokim vadijima. Na istoku se strmo spušta do uske obalne nizine uz Crveno more.
Egiptu pripada i Sinajski poluotok. Geografski je to dio Azije, smješten između Sueskog i Akabskog zaljeva. Na jugu se uzdiže granitna uzvisina Sinajskog gorja, prema sjeveru preko širokih pustinjskih ravnjaka, ispresijecanih vadijima, prelazi u široku obalnu nizinu uz Sredozemno more.

### Klima
U Egiptu prevladava suptropska pustinjska klima, ali u uskom obalnom pojasu i na sjeveru prevladava sredozemna. Ondje zimi padne nešto kiše (150 – 200 mm). Drugdje su padaline vrlo rijetke (manje od 50 mm na godinu) i pojavljuju se u obliku kratkotrajnih pljuskova. Od ožujka do lipnja čest je hamsin, vruć vjetar iz Libijske pustinje.

### Vode
Egipat je dar Nila. Opstanak države kroz višetisućljetnu je povijest usko povezan s rijekom i njezinim redovitim poplavljivanjima. Poplave su prije podizanja brane kod Asuana dosezale vrhunac u rujnu, u Donjem Egiptu u listopadu i obogaćivale tla plodnim muljem. Godine 1902. kod Asuana je izgrađena prva brana, a 1957. – 1970., 6 km iznad stare brane, uz pomoć SSSR-a podignuta je i nova Asuanska brana (visoka 111 m, dugačka 3800 m). Iza nje je nastalo gotovo 500 km dugačko i 4014 km2 veliko jezero Nasser s kapacitetom od 162 milijarde m3 vode.
Tom vodom natapa se dodatnih 910000 ha poljoprivrednih površina. Prema sudansko – egipatskom sporazumu, Egipat godišnje ima pravo na 66 % vode Nila kod Asuana, a Sudan do 34 %. Izgradnja brane promijenila je okoliš u dolini Nila. Kako veći dio mulja ostaje u jezeru i više ne dolazi do polja, bilo je nužno znatno povećati uporabu umjetnih gnojiva.
Nekadašnje su poplave ispirale iz tla nakupljene soli, a sada plodna tla postaju sve slanijima, morske struje i valovi načinju obalu delte, znatno se smanjio ulov riba u rijeci i obalnom moru, učestala je pojava bilharizacije itd.
Godine 1997. pokrenut je projekt Južni Egipat. Njime će se dio vode Nila kanalom odvoditi u oaze Libijske pustinje. Ondje bi se trebalo dobiti 210 000 ha novih poljoprivrednih zemljišta i na njih u 20 godina naseliti 3 milijuna ljudi.

### Tlo i vegetacija
Na riječnim naplavinama tla su ilovasta i sve slanija. U pustinjama prevladavaju gole kamenite površine i pješčane dine, dok se plodnija tla nalaze samo u oazama u Libijskoj pustinji. U dolini i delti Nila vegetacija je vrlo bujna, premda je prirodnog raslinja malo.
U uskom pojasu uz sredozemnu obalu nalazi se stepa s niskim grmljem, na Sinaju i u gorskim predjelima Arapske pustinje polupustinja, a sve su drugo pustinjska područja. Pustinje zauzimaju 97 % površine.

## Egipatski guvernati
Egipat se dijeli na 27 guvernata.

## Stanovništvo
Prema popisu stanovništva iz 2017. Egipat je imao oko 95 milijuna stanovnika. Procjena je da danas (2024) ima oko 115 milijuna stanovnika. Stanovništvo se munjevito povećava zahvaljujući visokom natalitetu (godišnje između 1,5 % i 2 %). Procjena je da će Egipat 2030. godine doseći brojku od 125 milijuna stanovnika.[nedostaje izvor]
Stanovnici su uglavnom Egipćani iz arapske jezične skupine (99 %), arabizirani potomci afrazijskih (tzv. hamitsko – semitskih) starih Egipćana. Snažan predarapski element očuvan je prije svega među Koptima i seoskim stanovništvom u unutrašnjosti (tzv. felasi).
Na krajnjem jugu žive afroazijski (hamitski) Nubijci (oko 200 000). Pri gradnji Asuanske brane preseljeni su sjeverno od Asuana. U pustinji još živi oko 50 000 Beduina.
Po vjeroispovijedi stanovnici su sunitski muslimani (oko 90 %) i kršćani (oko 10 %), ponajprije Kopti. Pripadnici Koptske crkve po službenim procjenama čine oko 6 % stanovništva, a po njihovim vlastitim procjenama 10 – 12 % stanovništva.
Osim njih, postoje i druge kršćanske zajednice (protestanti, katolici, grčki pravoslavci, armenski kršćani, sirijski, maronitski kršćani itd.).

## Povijest

### Starija povijest
Redovite godišnje poplave oko Nila tisućljećima su određivale način života stanovništva i omogućile rani razvoj prvih mezolitskih kultura. Prva veća naselja nastala su između 6600. i 5100. godina pr. Kr., a kasnije i dvije države, Donji Egipat u području delte Nila te Gornji Egipat južno od delte Nila oko 3100. godine pr. Kr.
Kralj Narmer iz Gornjeg Egipta osvojio je Donji Egipat i stvorio prvu jedinstvenu državu te utemeljio prvu dinastiju egipatskih faraona. Razdoblje prvih triju dinastija nazivamo ranim razdobljem (2925. – 2575. pr. Kr.), uslijedilo je razdoblje Stare države (2575. – oko 2130. pr. Kr.) u kojem su podignute piramide i osvojena Nubija (glavni grad Memfis). Potom je došlo do raspada jedinstvene države, a onda je nastalo razdoblje Srednje države pod faraonom Amenemhetom i nasljednicima iz 12. dinastije (1983. – oko 1600. pr. Kr.). Oko 1630. pr. Kr. Egipat su osvojili semitski Hiksi (do 1521. pr. Kr.). Uslijedilo je razdoblje Nove države (oko 1530. – 1075. pr. Kr.) s glavnim gradom Tebom.
U tom razdoblju Egipat dostiže vrhunac razvoja i širi se sve do Eufrata, a nakon 1075. pr. Kr. zbog unutrašnjih je sukoba snaga kraljevstva postupno slabila. Najprije su ga osvojili Nubijci (oko 730. – 664. pr. Kr.), a potom su ih Asirci i Babilonci posve potisnuli iz Azije. Godine 525. pr. Kr. perzijski je kralj Kambiz osvojio Egipat i od njega stvorio perzijsku pokrajinu.
Godine 332. pr. Kr. Egipat je osvojio Aleksandar Veliki, a nakon njegove smrti (323. pr. Kr.) preuzeo ga je Ptolemej i utemeljio dinastiju Ptolemejevića (305. – 30. pr. Kr.). Glavni grad njihove države bila je Aleksandrija, snažno žarište helenističke kulture.
Kraljica Kleopatra VII. (51. – 30. pr. Kr.), posljednja ptolemejska vladarica, udala se 37. pr. Kr. za Marka Antonija, rimskog suvladara, ali je pokušaj stvaranja snažne države propao i Egipat je postao rimskom provincijom pod izravnom upravom cezara (30. pr. Kr.). Nakon podjele Rimskog Carstva (395.) Egipat je postao dijelom Istočnorimskog Carstva tj. Bizantskog Carstva.
Znanstvena disciplina koja proučava staroegipatsku kulturu ovog razdoblja naziva se egiptologija.

### Islamsko razdoblje
Između 623. i 642. Egipat su osvojili Arapi i u dotad posve kršćansku zemlju donijeli islam i arapski jezik. Državom su u početku vladali kalifovi namjesnici, a kada je sredinom 9. st. utjecaj abasidskih kalifova oslabio, gotovo se posve osamostalila pod vlašću namjesnika iz dinastije Tulunida (868. – 905.) i Ihšidida (935. – 969.).
Godine 969. Egipat su osvojili sjevernoafrički vladari iz dinastije Fatimida, koji su bili šijitski muslimani (ismaeliti). Pretvorili su ga u središte svoje države s prijestolnicom u Kairu (utemeljen 973.). Kada su 1099. križari osvojili Jeruzalem, fatimidski vladar Adid uputio je 1168.
Kurdskog vojnog zapovjednika Saladina u rat protiv križara. Godine 1171. on je s prijestolja svrgnuo posljednjeg fatimidskog vladara, ponovno uveo sunitski islam i 1175. proglasio se sultanom (dinastija Ejubida).

### Dio otomanske države
Ejubidskog sultana svrgnuli su 1250. s vlasti Mameluci, pripadnici sultanove osobne straže, robovi turskog i mongolskog podrijetla. Godine 1517. turski sultan Selim I. osvojio je Egipat i Mameluke postavio za upravitelje države.
Godine 1798. Egipat je osvojio Napoleon Bonaparte i pokušao ga pretvoriti u francusku koloniju, no Francuzi su se 1801. morali povući pred vojskom turskog generala Mehmeda Alija. On je 1805. postao sultanovim namjesnikom u Egiptu (do 1848.) i krvavo se obračunao s Mamelucima (1811.). Velikim gospodarskim i političkim reformama značajno je ojačao Egipat i otvorio ga zapadnom utjecaju. Francuzi su 1854. dobili koncesiju za izgradnju Sueskog kanala (otvoren 1869.), što je bitno povećalo stratešku važnost Egipta.

### Britanski protektorat
Velika je Britanija ušla u rat s vojskom Egipta 1882. Otada je većinu vlasti imao britanski upravitelj, dok su egipatski potkraljevi imali uglavnom formalne dužnosti. Kada je na početku I. svjetskog rata Turska stupila u rat na strani Centralnih sila, Velika Britanija je 1914. pretvorila Egipat u protektorat i preuzela nadzor nad Sueskim kanalom.

### Neovisna kraljevina
Nakon rata u Egiptu je nastao masovni pokret pod vodstvom stranke Wafd, čiji je cilj bio izboriti neovisnost. Godine 1919. došlo je do masovnih nemira, Egipat je 28. veljače 1922. postao neovisnom kraljevinom pod vlašću kralja Fuada I. (1922. – 1936.), premda je Velika Britanija zadržala poprilične ovlasti, pa tako i pravo stacioniranja svojih jedinica u Egiptu.
Nakon razdoblja kraljevske diktature (1930. – 1935.) na parlamentarnim je izborima pobijedila stranka Wafd. Godine 1936. postigla je novi sporazum s Velikom Britanijom po kojem su britanske snage ostale samo na području Sueskog kanala. Na početku II. svjetskog rata Velika Britanija je Egipat ponovno de facto pretvorila u protektorat. Njemački pokušaj prodora do Sueskog kanala Britanci su 1942. zajedno sa saveznicima zaustavili kod El Alameina.
Nakon II. svjetskog rata egipatske su političke stranke ponovno pokušale potisnuti Britance iz Egipta, a unutrašnju je situaciju bitno pogoršalo i poraz u ratu arapskih zemalja protiv Izraela (1948. – 1949.) te sve snažniji islamski fundamentalizam (između ostalih i Muslimanske braće).
Godine 1922. bile su u Egiptu tri javne srednje škole, a 1954. ih je bilo 765. Ranih 1950-ih Egipćane su morile plućne bolesti, boginje i tifus. Velika većina povremeno je bolovala od amebske dizenterije, a 64 % njih patilo je od crijevnih nametnika. Trahom, očna gonoreja i druge očne bolesti, koje većinom raznose muhe, ishodovale su činjenicom da je Egipat bio država s najvećim brojem slabovidnih osoba. Oko 150 000 stanovnika bilo je posve slijepo, a 3 580 000 je pogodio trahom. Bilharzija je također bila jedna od najraširenijih bolesti. Smrtnost je dostizala zapanjujući omjer od 129 prema 1 000, a prosječni životni vijek iznosio je 37 godina. 50 % muškaraca bilo je nepismeno.
Bilo je ukupno 2 700 000 poljoprivrednika, a dva milijuna posjedovala su manje od pola jutra. 85% cjelokupnog pučanstva činili su bezemljaši. Oko 2 000 bogatih paša imalo je u vlasništvu 1 200 000 jutara. 36% cjelokupnoga obradivog zemljišta bilo je u rukama 0,5 % pučanstva. Polovinu egipatskoga državnog dohotka 1952. pobralo je 1,5 % pučanstva. Milijuni seljaka felaha živjeli su u neopisivoj bijedi, sa svojim bivolima u mulju, blatu i gnoju. Nasser će, prigrabivši vlast, ograničiti individualni posjed zemljišta na 200 jutara.

### Republika
Skupina nezadovoljnih časnika pod vodstvom Gamala Abdela Nassera izvela je 22. srpnja 1952. državni udar i umjesto kralja Faruka I. (1936. – 1952.) na prijestolje postavila kralja Fuada II., iako je sve ovlasti zapravo preuzelo Revolucionarno vijeće pod vodstvom vrhovnog vojnog zapovjednika Mohammada Naguiba. Dne 18. svibnja 1953. proglašena je republika. M. Naguib je postao predsjednikom republike i vlade. Nakon pokušaja atentata na potpredsjednika vlade G. A. Nassera (1954.) M. Naguib je uklonjen iz politike, a radikalni G. A. Nasser postao je predsjednikom vlade i republike.
Tijekom Nasserove vladavine donesen je zakon o minimalnoj nadnici, a gradile su se tvornice papira, jute, šećera, automobilskih guma itd. Podignuta je velika tvornica umjetnih gnojiva koja je godišnje proizvodila 375 000 tona nitrata, a pokretala ju je električna energija dobivena s Asuanske brane. Pokraj Heluana izgrađene su livnica željeza i čelika, kako bi se iskoristile pričuve željezne rude blizu Asuana. 400 000 000 dolara skupa Asuanska brana, osim koristi u vidu dobivanja struje, ishodovala je povećanjem ukupne obradive površine zemlje s 2 400 000 na 3 200 000 hektara. Povećana je proizvodnja riže, a 280 000 hektara zemlje Gornjeg Egipta koja je davala samo jednu žetvu godišnje stalno se navodnjavalo u cilju povećanja prihoda po hektaru. Prihod od pamuka iznosio je 538 kg po hektaru, više nego u SAD-u gdje je bilo 380 kg po hektaru.
U sklopu velikih gospodarskih i društvenih reformi 1956. započela je postupna nacionalizacija gospodarstva, a 26. srpnja 1956. nacionaliziran je i Sueski kanal, dotad u vlasništvu britanskih i francuskih dioničara. Izraelska je vojska 29.10. – 2.12.1956. zauzela Sinaj i stigla do do Sueskog kanala. Onamo su svoju vojsku uputile i Velika Britanija i Francuska.
Zbog opasnosti da će se uplesti i Sovjetski Savez, a po odluci UN-a, s područja kanala morale su se povući sve strane jedinice. Pobjednik G. A. Naser postao je tako vođom čitavog arapskog svijeta. 22. veljače 1958. službeno je proglašeno ujedinjenje Egipta i Sirije u Ujedinjenu Arapsku Republiku (UAR) s predsjednikom G. A. Nasserom, no Sirija je već 29. rujna.1961. istupila iz tog saveza. Unatoč raspadu zajedničke države Egipat je naziv UAR zadržao do 1971.

### Egipat nakon Nasera
U Šestodnevnom ratu (5. – 10. lipnja 1967.) Egipat je doživio katastrofalan poraz, a izraelske su jedinice za samo nekoliko dana zauzele Sinaj i prodrle do Sueskog kanala. Poraz u ratu i propast zamisli arapskog socijalizma na gospodarskom planu poništili su početne uspjehe naserizma, a Naserov nasljednik Anwar el Sadat (1970. – 1981.) tješnje se povezao sa zapadom.
Dne 6. listopada 1973. egipatskim i sirijskim napadom na Izrael počeo je listopadski ili jomkipurski rat, u kojem ove dvije države nisu uspjele protjerati Izrael sa Sinaja, a daljnjim pregovorima ipak su postigle njegovo djelomično povlačenje i otvaranje Sueskog kanala (zatvoren 1967. – 1975.).
Na Sadatov poticaj i nakon dugotrajnih pregovora u Camp Davidu (SAD), Egipat i Izrael potpisali su 26. ožujka 1979. u Washingtonu mirovni sporazum, njime je određeno da se Izrael do 25. travnja 1982. povuče s cijelog Sinajskog poluotoka. Sadat je pao kao žrtva atentata islamskih ekstremista okupljenih u Muslimanskom bratstvu (6. 10. 1981.), a njegov nasljednik Hosni Mubarak (od 6. listopada 1981.) umjerenom je liberalizacijom smanjio unutrašnje napetosti i politikom hladnog mira prema Izraelu obnovio odnose s arapskim državama.
Nakon izbora 1978. na vlasti su Mubarakova Narodnooslobodilačka stranka i njezine lijeve saveznice. Egipat potkraj 90-ih godina sve više pogađaju gospodarski problemi, velike socijalne napetosti i sve izraženiji islamski fundamentalizam. Islamske skupine, koje najviše imaju potpore u Gornjem Egiptu, pribjegle su terorizmu, usmjerenom i protiv stranih turista. Još uvijek nije riješen spor sa Sudanom zbog granice na području Hala'ib (20 580 km2), gdje bi trebala biti bogata nalazišta nafte.
Godine 2011., u Egiptu se dogodila revolucija kao niz prosvjeda, demonstracija, marševa, otkazivanja građanske poslušnosti, nereda i sukoba između prosvjednika i policijskih snaga. Započelo je 25. siječnja 2011. godine, na dan koji se obilježava kao praznik policije, a završilo svrgavanjem dotadašnjeg egipatskog predsjednika Hosnija Mubaraka.

## Gospodarstvo
G. A. Nasser je nakon 1961. nacionalizirao cjelokupno gospodarstvo, osim poljodjelstva. Njegov nasljednik A. el Sadat nadomjestio je centralističko-plansko socijalističko gospodarstvo politikom otvorenih vrata.
Njome je potaknut razvoj privatnog poduzetništva i privučen strani kapital te smanjeno upletanje države u gospodarstvo. Godine 1993. pokrenut je i velik program privatizacije državnih poduzeća, premda ona još uvijek ostvaruju više od dvije trećine dodane vrijednosti u industriji.

## Politika
Po ustavu od 11. rujna 1971., Egipat je predsjednička republika. Pravo glasa imaju svi državljani stariji od 18 godina. Predsjednika republike predlaže parlament, a potom ga na referendumu mora potvrditi većina glasača. Njegov mandat traje šest godina.
Ima vrlo velike ovlasti: imenuje predsjednika vlade, ministre i druge visoke državne dužnosnike, parlamentu predlaže nove zakone i ima pravo veta na izglasane zakone, može raspisati referendum o važnim pitanjima i raspustiti parlament (za to treba potvrdu većine glasača na referendumu), može proglasiti izvanredno stanje i privremeno vladati na temelju predsjedničih odluka.
Jednodomnu Nacionalnu skupštinu čini 454 zastupnika; 444 bira se na općim izborima na pet godina, a 10 imenuje predsjednik republike. Savjetodavno vijeće (Šura) ima 210 članova; 153 biraju građani, a 57 imenuje predsjednik republike. To je isključivo savjetodavno tijelo bez zakonodavnih ovlasti.

## Kultura
- Umjetnost drevnog Egipta
- Spomenici svjetske baštine u Egiptu
- Naguib Mahfouz, književnik, dobitnik Nobelove nagrade za književnost 1988. godine.

## Vanjske poveznice
- Egipat Hrvatska enciklopedija
- The World Factbook – Egypt CIA.gov (engleski)
- en.egypt.travel – stranice egipatske turističke zajednice (engleski)

Sestrinski projekti
|  | Zajednički poslužitelj ima stranicu o temi Egipat    |
|  | Zajednički poslužitelj ima još gradiva o temi Egipat |
|  | Wječnik ima rječničku natuknicu Egipat               |